# Кэмпфер, Стивен
Стивен Кэмпфер (род. 24 сентября 1988, Анн-Арбор, Мичиган) — Бывший американский хоккеист. 

## Карьера

### Университет
Провёл четыре сезона в Мичиганском университете с 2006 по 2010 год, набрав 60 очков в 147 сыгранных играх.
На драфте НХЛ 2007 года был выбран в 4-м раунде под общим 93-м номером клубом «Анахайм Дакс».

### Профессиональная
2 марта 2010 года «Анахайм Дакс» обменяли Кэмпфера на «Бостон Брюинз» в обмен на условный выбор на драфте в 4-м раунде. Брюинз подписали с ним трёхлетний контракт новичка и направили его в АХЛ, Провиденс Брюинз, на оставшуюся часть сезона АХЛ 2009-10.

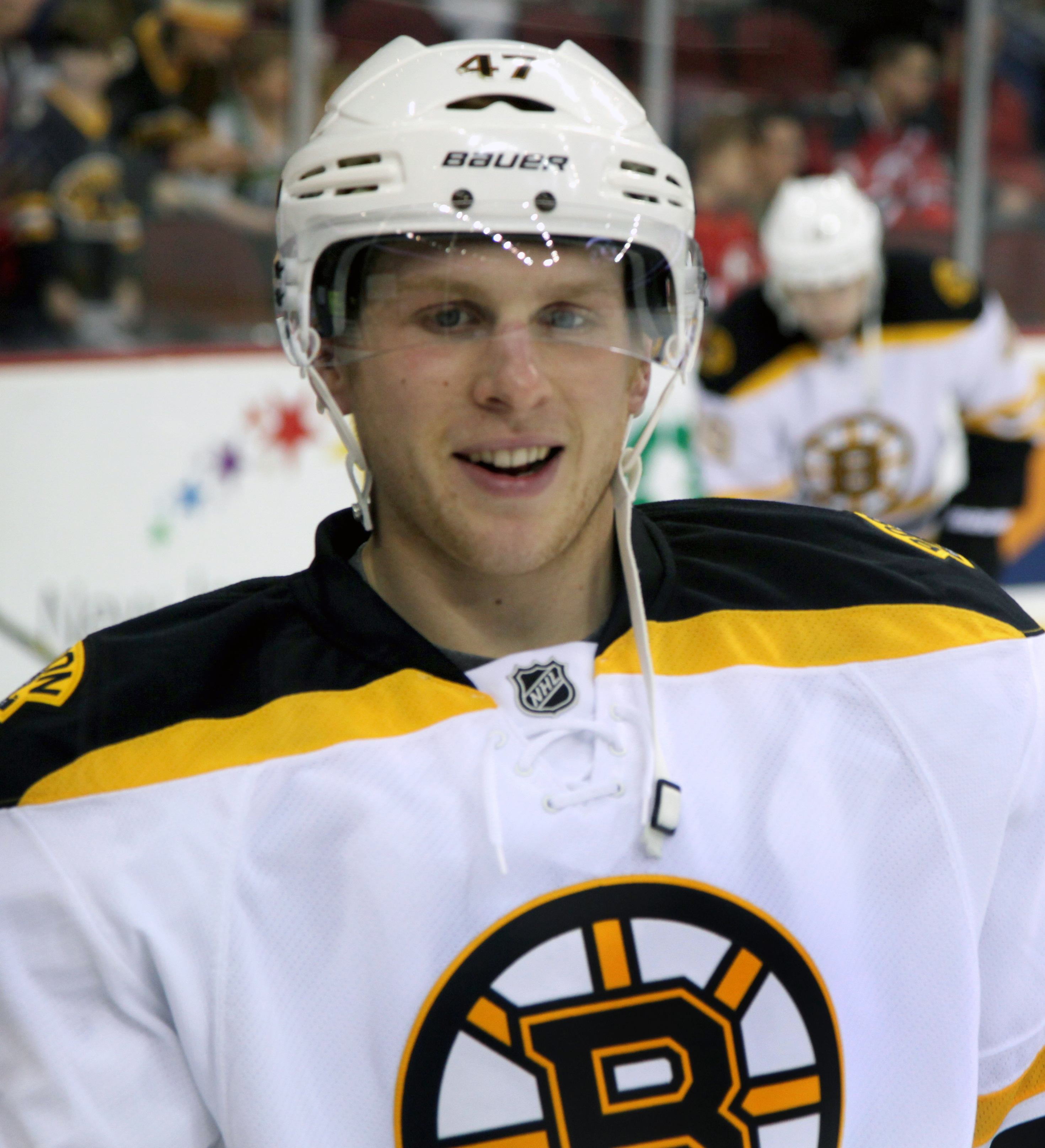
Кэмпфер во время игры за «Бостон Брюинз»

Кэмпфер дебютировал в НХЛ за «Брюинз» 9 декабря 2010 года, отыграв 19 смен (ледовое время 13:50) в домашней победе над «Нью-Йорк Айлендерс» со счётом (5:2). Своё первое очко заработал 15 декабря 2010 года против «Баффало Сэйбрз». Его первый гол в НХЛ был забит 28 декабря в ворота «Тампа-Бэй Лайтнинг».
Кэмпфер получил лёгкую травму колена 9 апреля 2011 года, играя за команду АХЛ «Провиденс Брюинз», и не смог вернуться в бостонскую команду во время плей-офф Кубка Стэнли 2011 года. Кэмпфер сыграл в 38 играх, на три меньше, чем требуется, чтобы его имя было выгравировано на Кубке Стэнли. Хотя команда обратилась в лигу с просьбой включить в кубок Кампфера и травмированного центрового Марка Савара, имя Савара было включено, а Кампфер — нет. НХЛ решила, что, поскольку Кэмпфер провёл первую 1/4 сезона в АХЛ, то это был его первый сезон в НХЛ, и он не играл в плей-офф, поэтому его имя не будет выгравировано на Кубке Стэнли, но в Брюинз подарили Кэмпферу кольцо Кубка Стэнли и включили его на официальную фотографию команды
В 2012 году перед крайним сроком обмена НХЛ Кампфер был обменян из «Бостон Брюинз» в «Миннесота Уайлд» в обмен на защитника Грега Занона.
1 июля 2014 года Кэмпфер подписал однолетний двусторонний контракт с «Нью-Йорк Рейнджерс».
6 октября 2014 года «Рейнджерс» обменяли Кампфера и Эндрю Йогана в «Флорида Пантерз» на Джоуи Крэбба.
В сезоне 2016-17 Кэмпфер впоследствии был возвращён «Рейнджерс» 8 ноября 2016 года вместе с условным выбором в обмен на Дилана Макилрата.
11 сентября 2018 года Кэмпфер, выбор в 4-м раунде 2019 года и условный выбор в 7-м раунде, были проданы «Рейнджерс» в «Бостон Брюинз» в обмен на Адама Маккуэйда.
После своего 11-го профессионального сезона Кэмпфер покинул НХЛ в качестве свободного агента и подписал свой первый контракт за границей, подписав годичный контракт с российским клубом «Ак Барс Казань» из КХЛ. 5 июля 2021 года. По итогам сезона 2021-22 годов, Кэмпфер набрал наибольшее количество очков с 2014 года, забив 11 голов и набрав 30 очков в 46 играх регулярного сезона.
В качестве свободного агента после вылета из плей-офф «Ак Барса» Кэмпфер вернулся в Северную Америку и 23 мая 2022 года подписал однолетний двусторонний контракт с «Детройт Ред Уингз». Выступал за фармл-клуб «Ред Уингз» «Гранд-Рапидс Гриффинс» в АХЛ, в 44 матчах набрал 22 очка (4+18). 9 марта 2023 года был обменян в «Аризону Койотис». Выступал за фарм-клуб «Койотис» «Тусон Роудраннерс» в АХЛ, в сезоне 2023/24 был капитаном команды. В 60 матчах за «Роудраннерс» набрал 29 очков (6+23).
5 августа 2024 года 35-летний Кэмпфер подписал однолетний контракт с челябинским «Трактором» из КХЛ. 21 октября 2024 года забросил две шайбы в ворота «Сибири» (5:4). В сезоне 2024/25 набрал 32 очка (10+22) в в 59 матчах при показателе полезности +6. 2 апреля в матче плей-офф Кубка Гагарина против «Адмирала» (7:3) впервые в карьере в КХЛ набрал три очка, сделав три результативные передачи.
24 мая 2025 года объявил о завершении игровой карьеры.

### Международная
13 января 2022 года Кэмпфер был включён в состав мужской национальной сборной США для участия в зимних Олимпийских играх 2022 года в качестве ассистента капитана.

## Скандал
12 октября 2008 года он был вовлечён в инцидент, в ходе которого он поздно ночью поссорился с женщиной за пределами бара после того, как она якобы кокетничала с другими мужчинами, чтобы вызвать недовольство Кэмпфера. После ссоры он поссорился с футболистом из Мичигана Майклом Милано, другом женщины. Обмен словами произошёл до того, как Милано напал на Кэмпфера, в результате чего Кэмпфер получил серьёзную травму головы. Позже Милано был осуждён за нападение при отягчающих обстоятельствах.

## Игровая статистика

### Клубная
И — игры, Г — голы, П — передачи, О — очки, Ш — штрафные минуты.
| 2004-05     | Су-Сити Маскетирс    | USHL        | 47  | 6  | 13 | 19 | 91  | 13 | 2 | 5 | 7 | 12 |
| 2005-06     | Су-Сити Маскетирс    | USHL        | 56  | 6  | 10 | 16 | 99  | —  | — | — | — | —  |
| 2006-07     | Мичиган Вулверниз    | CCHA        | 35  | 1  | 3  | 4  | 24  | —  | — | — | — | —  |
| 2007-08     | Мичиган Вулверниз    | CCHA        | 42  | 2  | 15 | 17 | 36  | —  | — | — | — | —  |
| 2008-09     | Мичиган Вулверниз    | CCHA        | 25  | 1  | 12 | 13 | 24  | —  | — | — | — | —  |
| 2009-10     | Мичиган Вулверниз    | CCHA        | 45  | 3  | 23 | 26 | 50  | —  | — | — | — | —  |
| 2009-10     | Провиденс Брюинз     | AHL         | 6   | 1  | 2  | 3  | 4   | —  | — | — | — | —  |
| 2010-11     | Провиденс Брюинз     | AHL         | 22  | 3  | 13 | 16 | 12  | —  | — | — | — | —  |
| 2010-11     | Бостон Брюинз        | НХЛ         | 38  | 5  | 5  | 10 | 12  | —  | — | — | — | —  |
| 2011-12     | Бостон Брюинз        | НХЛ         | 10  | 0  | 2  | 2  | 4   | —  | — | — | — | —  |
| 2011-12     | Providence Bruins    | AHL         | 12  | 1  | 3  | 4  | 8   | —  | — | — | — | —  |
| 2011-12     | Миннесота Уайлд      | НХЛ         | 13  | 2  | 1  | 3  | 2   | —  | — | — | — | —  |
| 2011-12     | Хьюстон Аэрос        | AHL         | —   | —  | —  | —  | —   | 4  | 0 | 0 | 0 | 2  |
| 2012-13     | Хьюстон Аэрос        | AHL         | 55  | 4  | 17 | 21 | 28  | 5  | 1 | 1 | 2 | 9  |
| 2013-14     | Айова Уайлд          | AHL         | 69  | 6  | 20 | 26 | 48  | —  | — | — | — | —  |
| 2014-15     | Сан-Антонио Рэмпейдж | AHL         | 42  | 8  | 11 | 19 | 49  | —  | — | — | — | —  |
| 2014-15     | Флорида Пантерз      | НХЛ         | 25  | 2  | 2  | 4  | 12  | —  | — | — | — | —  |
| 2015-16     | Флорида Пантерз      | НХЛ         | 47  | 0  | 4  | 4  | 26  | —  | — | — | — | —  |
| 2016-17     | Хартфорд Вулф Пэк    | AHL         | 43  | 4  | 15 | 19 | 44  | —  | — | — | — | —  |
| 2016-17     | Нью-Йорк Рейнджерс   | НХЛ         | 10  | 1  | 1  | 2  | 2   | —  | — | — | — | —  |
| 2017-18     | Нью-Йорк Рейнджерс   | НХЛ         | 22  | 0  | 1  | 1  | 20  | —  | — | — | — | —  |
| 2018-19     | Бостон Брюинз        | НХЛ         | 35  | 3  | 3  | 6  | 22  | 3  | 1 | 0 | 1 | 0  |
| 2018-19     | Провиденс Брюинз     | AHL         | 3   | 1  | 1  | 2  | 2   | —  | — | — | — | —  |
| 2019-20     | Бостон Брюинз        | НХЛ         | 10  | 0  | 2  | 2  | 2   | —  | — | — | — | —  |
| 2019-20     | Провиденс Брюинз     | AHL         | 22  | 3  | 6  | 9  | 16  | —  | — | — | — | —  |
| 2020-21     | Бостон Брюинз        | НХЛ         | 20  | 2  | 3  | 5  | 4   | —  | — | — | — | —  |
| 2021-22     | Ак Барс              | КХЛ         | 46  | 11 | 19 | 30 | 49  | 6  | 2 | 2 | 4 | 2  |
| Всего в НХЛ | Всего в НХЛ          | Всего в НХЛ | 231 | 15 | 24 | 39 | 110 | 3  | 1 | 0 | 1 | 0  |

### Международная
И — игры, Г — голы, П — передачи, О — очки, Ш — штрафные минуты.
| Год               | Команда           | Турнир            | Место             |   | И | Г | П | О | Ш |
| ----------------- | ----------------- | ----------------- | ----------------- | - | - | - | - | - | - |
| 2022              | США               | ОИ                | 5                 | 4 | 1 | 3 | 4 | 2 |   |
| Всего на взрослом | Всего на взрослом | Всего на взрослом | Всего на взрослом | 4 | 1 | 3 | 4 | 2 |   |